# Перевозников, Андрей Тимофеевич
Андрей Тимофеевич Перевозников (1911—1944) — советский офицер-пехотинец в Великой Отечественной войне, Герой Советского Союза (22.02.1944). Лейтенант.

## Биография
Андрей Перевозников родился в 1911 году в Барабинске. После окончания семи классов школы работал маляром.
В мае 1941 года Перевозников был призван на службу в Рабоче-крестьянскую Красную Армию. С июля того же года — участник Великой Отечественной войны. Окончил курсы младших лейтенантов. Воевал в 38-й стрелковой дивизии на Западном фронте, в которой участвовал в Смоленском оборонительном сражении. В начале битвы за Москву дивизия попала в «Вяземский котёл» и в нём почти полностью погибла. В боях три раза был ранен. После очередного ранения попал в 333-ю стрелковую дивизию, в которой воевал на Юго-Западном и 3-м Украинском фронтах.
К ноябрю 1943 года лейтенант Андрей Перевозников командовал взводом 1118-го стрелкового полка 333-й стрелковой дивизии 6-й армии 3-го Украинского фронта. Отличился во время битвы за Днепр.
В ночь с 25 на 26 ноября 1943 года взвод Перевозникова переправился через Днепр в районе села Войсковое Солонянского района Днепропетровской области Украинской ССР к юго-западу от Днепропетровска и принял активное участие в боях за захват и удержание плацдарма на его западном берегу. Во время боя за захват плацдарма Перевозников лично подорвал гранатами немецкую пулемётную точку. За последующие сутки взвод Перевозникова отразил пять немецких контратак, продержавшись до переправы основных сил. За этот подвиг в декабре 1943 года был представлен к присвоению звания Героя Советского Союза.
Указом Президиума Верховного Совета СССР от 22 февраля 1944 года за «за образцовое выполнение боевых заданий Командования на фронте борьбы с немецкими захватчиками и проявленные при этом отвагу и геройство» лейтенанту Андрею Тимофеевичу Перевозникову присвоено звание Героя Советского Союза.
7 февраля 1944 года ставший уже командиром роты лейтенант Перевозников погиб в бою в ходе Никопольско-Криворожской наступательной операции. Был похоронен в одиночной могиле на месте гибели. После войны перезахоронен в братской могиле советских воинов на мемориальном комплексе «Памятник Вечной Славы» в Никополе.
Также был награждён орденами Ленина (22.02.1944), Отечественной войны 1-й степени (7.03.1944, посмертно) и Красной Звезды (24.08.1943).
В честь А. Т. Перевозникова названа улица (1965) и установлен бюст (1991) в Барабинске, там же на улице его имени установлена мемориальная доска.